# Alessandro Frigerio
Alessandro Frigerio (ur. 15 listopada 1914 w Tumaco, zm. 10 stycznia 1979) – piłkarz szwajcarski pochodzenia kolumbijskiego grający na pozycji napastnika. W swojej karierze rozegrał 10 meczów w reprezentacji Szwajcarii i strzelił 1 gola.

## Kariera klubowa
Frigerio urodził się w Kolumbii. Karierę piłkarską rozpoczął w Szwajcarii, w klubie FC Lugano. W sezonie 1932/1933 zadebiutował w nim w lidze szwajcarskiej. W 1933 roku przeszedł do Young Fellows z Zurychu. W 1936 roku zdobył z nim Puchar Szwajcarii.
W 1938 roku Frigerio przeszedł do francuskiego Le Havre AC. Po półtora roku gry w tym klubie wrócił do Szwajcarii i w latach 1939-1944 był zawodnikiem Lugano. W 1941 roku wywalczył z nim mistrzostwo kraju. W 1944 roku odszedł do Bellinzony, gdzie grał do 1947 roku, czyli do końca swojej kariery.

## Kariera reprezentacyjna
W reprezentacji Szwajcarii Frigerio zadebiutował 6 marca 1932 roku w przegranym 0:2 towarzyskim spotkaniu z Niemcami. W 1938 roku był w kadrze Szwajcarii na mistrzostwa świata, jednak nie zagrał w żadnym meczu. W kadrze narodowej od 1932 do 1937 roku wystąpił 10 razy i strzelił 1 gola.
| Mecze i gole w reprezentacji | Mecze i gole w reprezentacji | Mecze i gole w reprezentacji | Mecze i gole w reprezentacji | Mecze i gole w reprezentacji | Mecze i gole w reprezentacji | Mecze i gole w reprezentacji |
| #                            | Data                         | Stadion                      | Rywal                        | Wynik                        | Gol                          | Rozgrywki                    |
| 1932                         | 1932                         | 1932                         | 1932                         | 1932                         | 1932                         | 1932                         |
| ---------------------------- | ---------------------------- | ---------------------------- | ---------------------------- | ---------------------------- | ---------------------------- | ---------------------------- |
| 1.                           | 06.03.1932                   | Lipsk, Niemcy                | Niemcy                       | 0:2                          | 0                            | towarzyski                   |
| 2.                           | 20.03.1932                   | Berno, Szwajcaria            | Francja                      | 3:3                          | 0                            | towarzyski                   |
| 1933                         |                              |                              |                              |                              |                              |                              |
| 3.                           | 07.09.1933                   | Budapeszt, Węgry             | Węgry                        | 0:3                          | 0                            | towarzyski                   |
| 4.                           | 24.09.1933                   | Belgrad, Jugosławia          | Jugosławia                   | 2:2                          | 1                            | el. MŚ 1938                  |
| 1934                         |                              |                              |                              |                              |                              |                              |
| 5.                           | 11.11.1934                   | Wiedeń, Austria              | Austria                      | 0:3                          | 0                            | towarzyski                   |
| 1935                         |                              |                              |                              |                              |                              |                              |
| 6.                           | 27.01.1935                   | Stuttgart, III Rzesza        | III Rzesza                   | 0:4                          | 0                            | towarzyski                   |
| 7.                           | 03.11.1935                   | Zurych, Szwajcaria           | Norwegia                     | 2:0                          | 0                            | towarzyski                   |
| 8.                           | 10.11.1935                   | Budapeszt, Węgry             | Węgry                        | 1:6                          | 0                            | towarzyski                   |
| 1936                         |                              |                              |                              |                              |                              |                              |
| 9.                           | 17.03.1936                   | Dublin, Irlandia             | Irlandia                     | 0:1                          | 0                            | towarzyski                   |
| 1937                         |                              |                              |                              |                              |                              |                              |
| 10.                          | 07.03.1937                   | Amsterdam, Holandia          | Holandia                     | 1:2                          | 0                            | towarzyski                   |